# Manito
Manito (Bayan ng Manito) är en kommun i Filippinerna. Kommunen ligger på ön Luzon, och tillhör provinsen Albay. Folkmängden uppgår till 24 707 invånare (folkräkning 2015).
Manito är indelat i 15 barangayer.